# ドワーフグラミー
ドワーフグラミー（学名：Trichogaster lalia）は、スズキ目オスフロネムス科に分類される魚の一種。

## 分布
パキスタン、インド、バングラデシュが原産で、他地域にも移入されている。

## 形態
全長約6 cm、最大9 cm。雄は赤みがかった褐色で、多数の青い横縞が入り、頭部から鰓蓋にかけては青い光沢がある。雌は地味な灰色で、青とオレンジ色の薄い横縞が入る。雄は雌に比べて背鰭が尖る。腹鰭は糸状に伸び、感覚細胞を持つ。空気呼吸を行うことが出来る。

## 生態
淡水に分布し、水草の茂った流れの緩やかな小川や湖などに生息する。雑食であり、テッポウウオのように口から水を発射し、水上の昆虫を捕食する行動が知られる。水面の浮草などに泡巣を作り、約600個の卵を産む。卵は雄が守り、1日で孵化し、3日で自由に泳ぐようになる。

## 人間との関係
ペットとして飼育されることもある。主に養殖された個体が日本にも輸入され、発色の傾向の異なる多くの変種、品種が流通している。 オレンジ色の発色が強くなる系統はオレンジドワーフ、レッドドワーフ(単にレッドグラミーとして販売されるものは別種)、サンセットなどの名で呼ばれるものが、逆に全身が青くなる系統のものは、パウダーブルードワーフ、ネオンドワーフ、ブルー、コバルトブルーなどと呼ばれるものがある。青くなる改良品種の一部にはホルモン剤の投与によって青色を発色させているものが存在し、そのような個体には寿命が短かったり段々と色が抜けるなどの弊害が生じる。

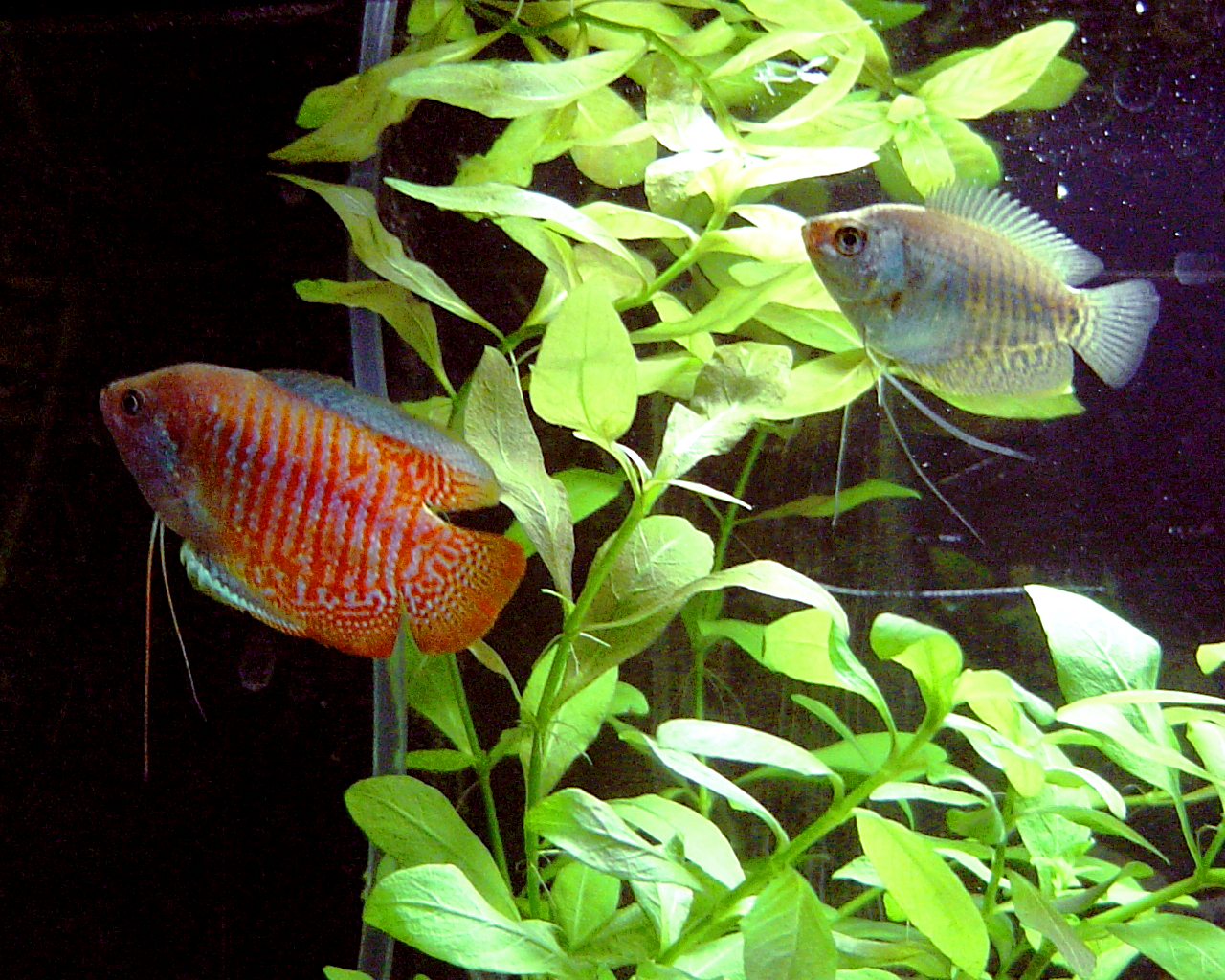
オスとメス
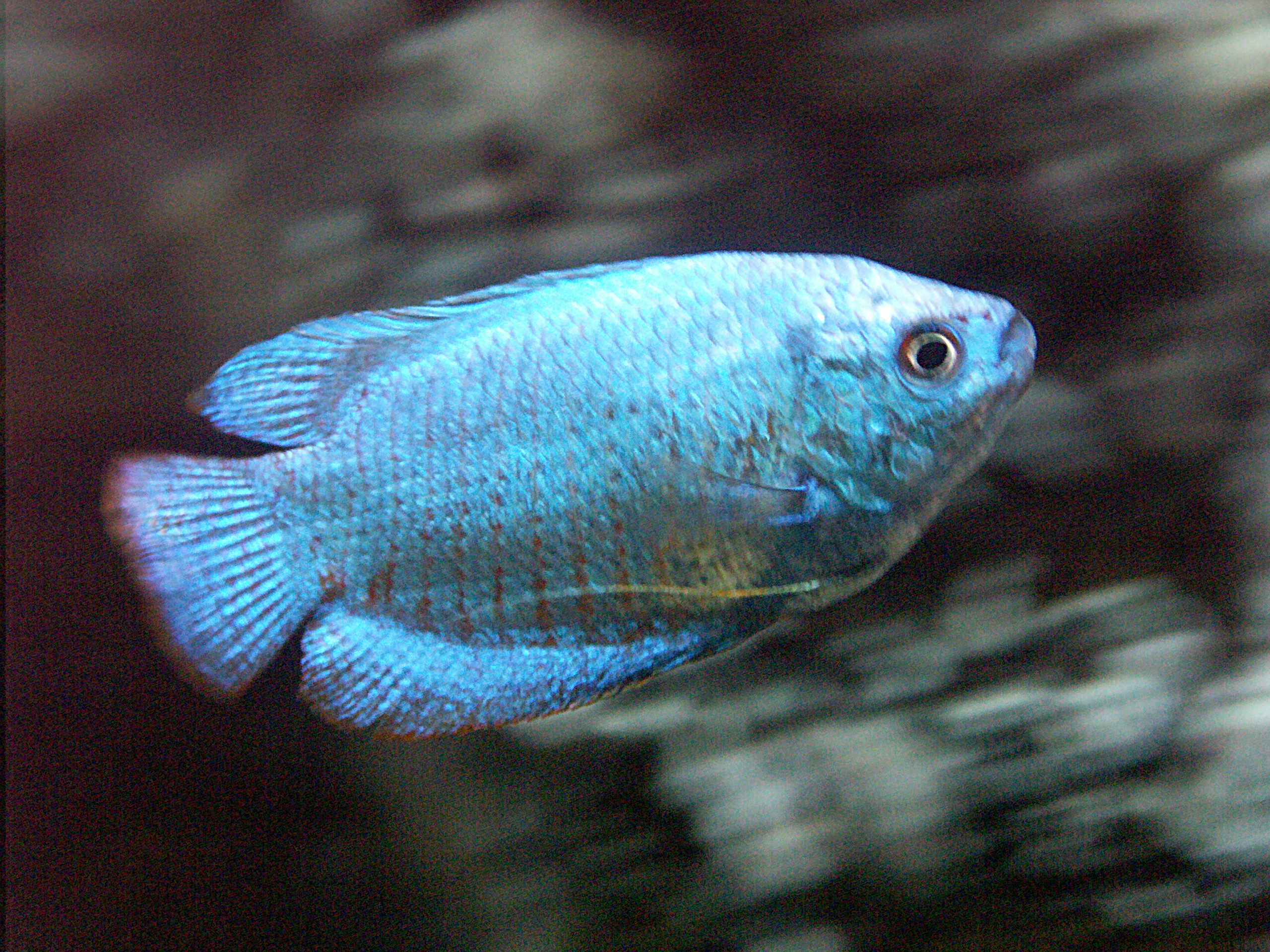
パウダーブルードワーフグラミー
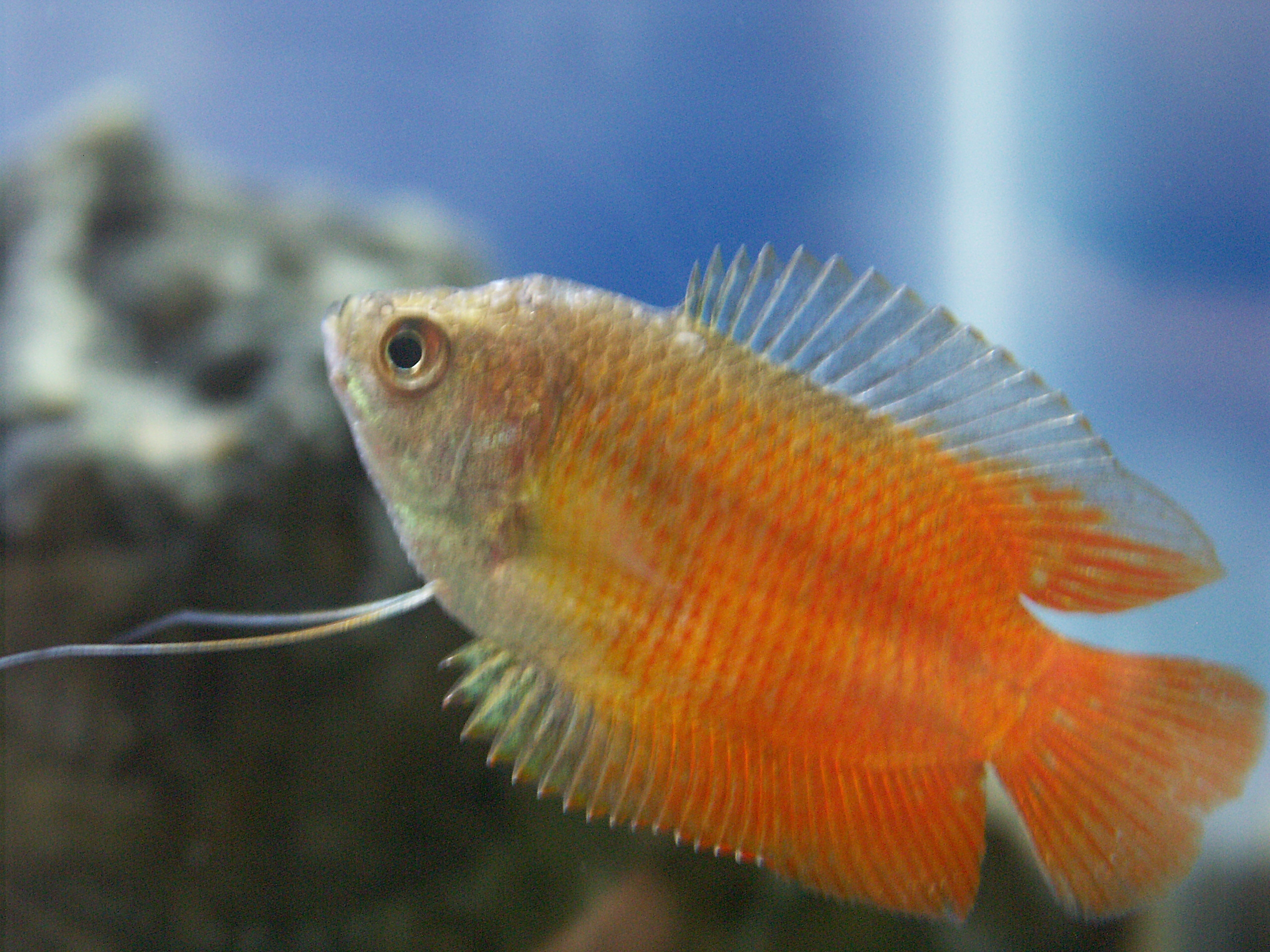
ネオンレッドドワーフグラミー